# Selsey Bill
Selsey Bill – przylądek w południowej Anglii (Wielka Brytania), w hrabstwie West Sussex, najdalej w morze (kanał La Manche) wysunięty punkt półwyspu Manhood i całego hrabstwa. Nad przylądkiem położone jest miasto Selsey.
Wybrzeże niskie – plaża chroniona przez ostrogi brzegowe. Przez przylądek przebiega długodystansowy pieszy szlak turystyczny King Charles III England Coast Path.

## W kulturze
Przylądek wspomniany jest m.in. w tekście piosenek Satursday’s Kids (The Jam, 1979) oraz Driving in my Car (Madness, 1982).